# Teslić (kommun)
Teslić är en kommun i Bosnien och Hercegovina.   Den ligger i entiteten Republika Srpska, i den centrala delen av landet, 90 km nordväst om huvudstaden Sarajevo.